# Francesco Maria Mancini

Stemma della famiglia Mancini

Francesco Maria Mancini (Roma, 20 ottobre 1606 – Marino, 29 giugno 1672) è stato un cardinale italiano nominato da papa Alessandro VII.

## Biografia
Discendente della nobile e antica famiglia romana dei Mancini, era figlio di Paolo, signore illustrissimo, e della nobile Vittoria Capocci. Ordinato sacerdote all'età di ventisette anni, nel 1663 fu promosso da papa Urbano VIII al governo. Fu governatore delle città di Terni, Sabina, Norcia e Todi. Ammesso tra i votanti di segnatura, nel 1657 venne nominato da papa Alessandro VII "segretario del buon governo". Creato cardinale il 5 aprile 1660 da papa Alessandro VII su istanza di Luigi XIV, gli venne conferita la diaconia dei Santi Vito, Modesto e Crescenzia il 19 aprile dello stesso anno. Dal 14 maggio 1670 fu cardinale presbitero di San Matteo in Merulana.